# Дельгадо, Соланжи
Синди Соланжи Дельгадо Буитраго (исп. Cindy Solangie Delgado Buitrago, род. 9 ноября 1989, Богота) — колумбийская регбистка, полузащитник схватки. Участница летних Олимпийских игр 2016 года, двукратная чемпионка Игр Центральной Америки и Карибского бассейна 2014 и 2018 годов.

## Биография
Соланжи Дельгадо родилась 9 ноября 1989 года в колумбийском городе Богота.
Играла в регби за «Аталантас» из Медельина.
Дважды выигрывала золотые медали Игр Центральной Америки и Карибского бассейна — в 2014 году в Веракрусе и в 2018 году в Барранкилье.
В 2015 году участвовала в Панамериканских играх в Торонто, где колумбийки заняли 5-е место в турнире по регби-7.
В 2016 году вошла в состав женской сборной Колумбии по регби-7 на летних Олимпийских играх в Рио-де-Жанейро, занявшей 12-е место. Провела 5 матчей, очков не набрала.